# Poliandria symetryczna
Poliandria symetryczna – jedna z form poliandrii, w której wszyscy mężczyźni mający wspólną żonę mają równe prawa.